# 刘志业
刘志业（1519年—1603年），字可大，别號平江，浙江鄞县人，明朝政治人物。

## 生平
嘉靖三十一年（1552年）壬子科浙江乡试五十六名举人，四十四年（1565年）乙丑科会试一百二十二名，二甲三十九名進士。兵部观政，本年八月授临清州知州，秩满，隆慶二年（1568年）八月遷南刑部员外郎，三年闰六月晋郎中，五年二月改调北刑部广西司。萬曆二年（1574年）十二月升任福建漳州府知府。六年八月官至江西按察司副使，整饬徽宁等处兵备。以母周恭人艱歸，八年正月仍以知府调用，遂懷止足之戒。在乡筑留予亭自老，手为赋以见志。萬曆三十一年卒，享年八十五。

## 家族
曾祖刘鏻。祖刘源，贈知府。父刘安，號觉斋，嘉靖丙戌进士，知府，進階中憲大夫。母周氏，封恭人。兄志中、志德；弟志和、志毅，俱庠生；志立。